# Воронежское сельское поселение (Краснодарский край)
Воро́нежское се́льское поселе́ние — муниципальное образование в Усть-Лабинском районе Краснодарского края России.
В рамках административно-территориального устройства Краснодарского края ему соответствует Восточный сельский округ.
Административный центр и единственный населённый пункт — станица Воронежская.

## Население
| 2010  | 2012  | 2013  | 2014  | 2015  | 2016  | 2017  |
| ----- | ----- | ----- | ----- | ----- | ----- | ----- |
| 8562  | ↗8604 | ↗8629 | ↗8689 | ↗8720 | ↘8697 | ↘8650 |
| 2018  | 2019  | 2020  | 2021  | 2023  |       |       |
| ↘8641 | ↘8592 | ↘8582 | ↘7970 | ↘7819 |       |       |

## Местное самоуправление
Главы сельского поселения
- с 2008 года по август 2014 года - Мацко Виктор Анатольевич
- с декабря 2014 года по январь 2016 года — Зуев Максим Дмитриевич[13]
- с марта 2016 года по н.в. - Мацко Виктор Анатольевич